# Wiesbaden-Delkenheim

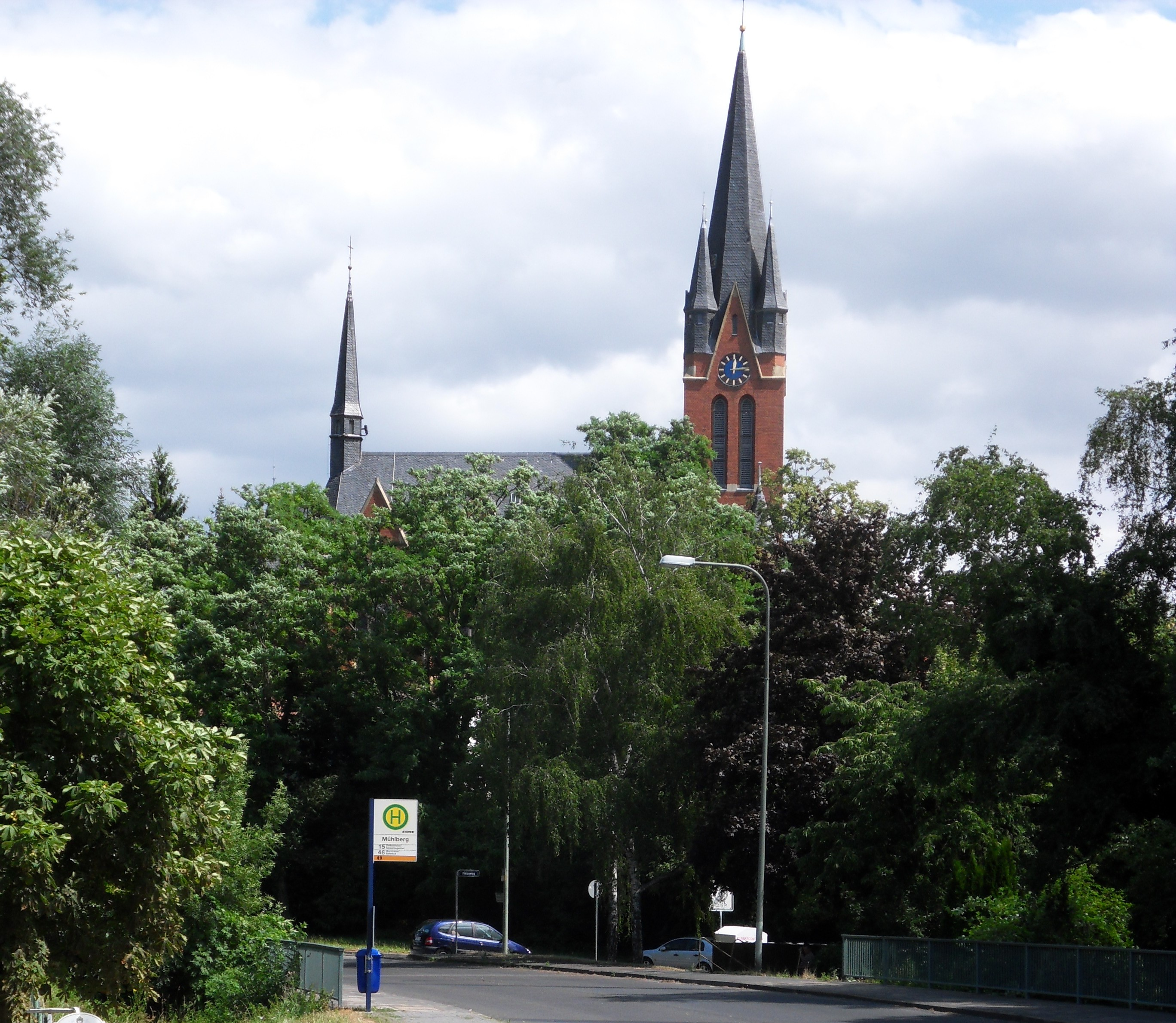
Blick von der Straße Mühlberg jenseits der Wickerbachaue nach Norden auf die evangelische Kirche

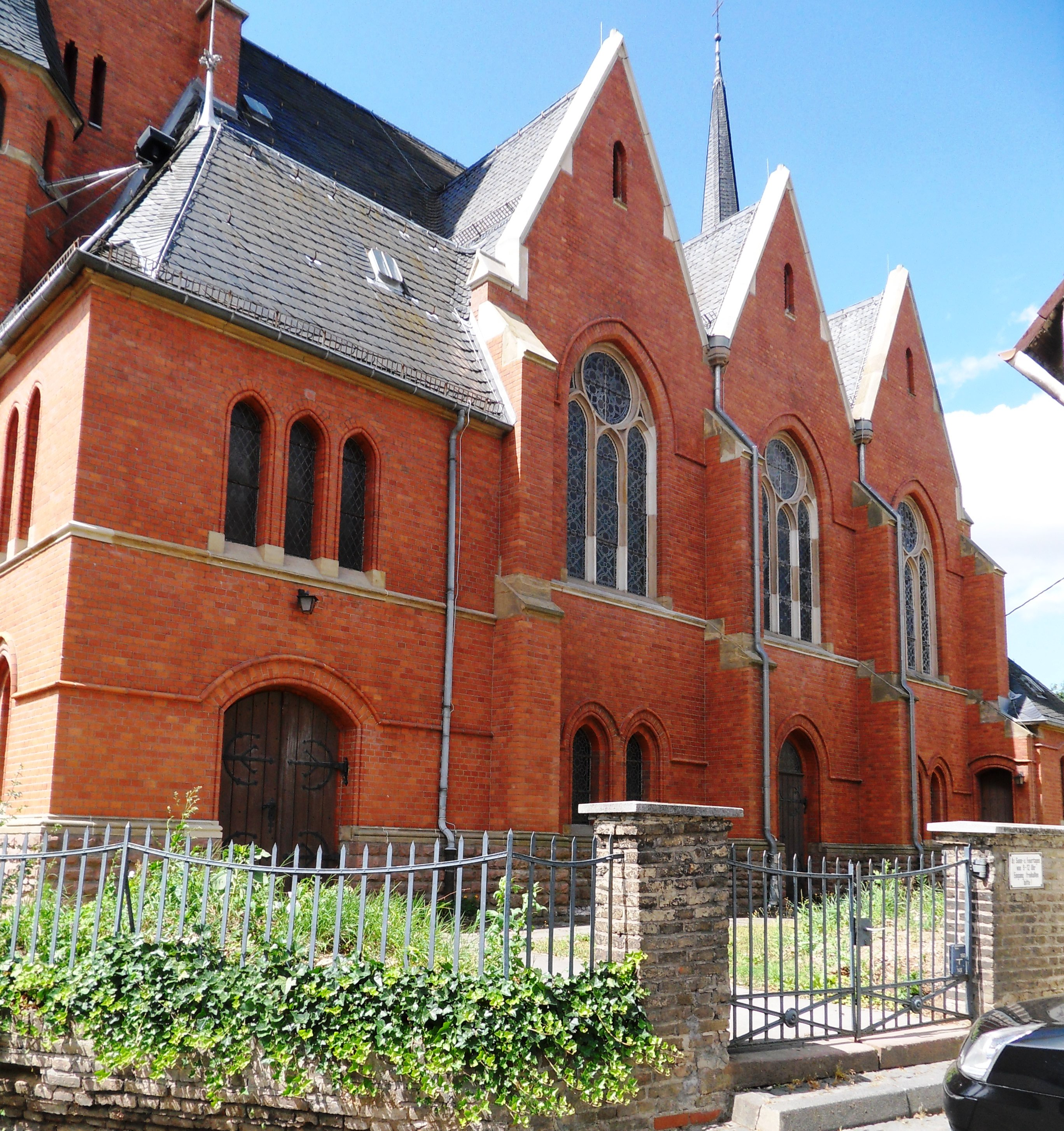
Nordfassade des Ländchesdoms

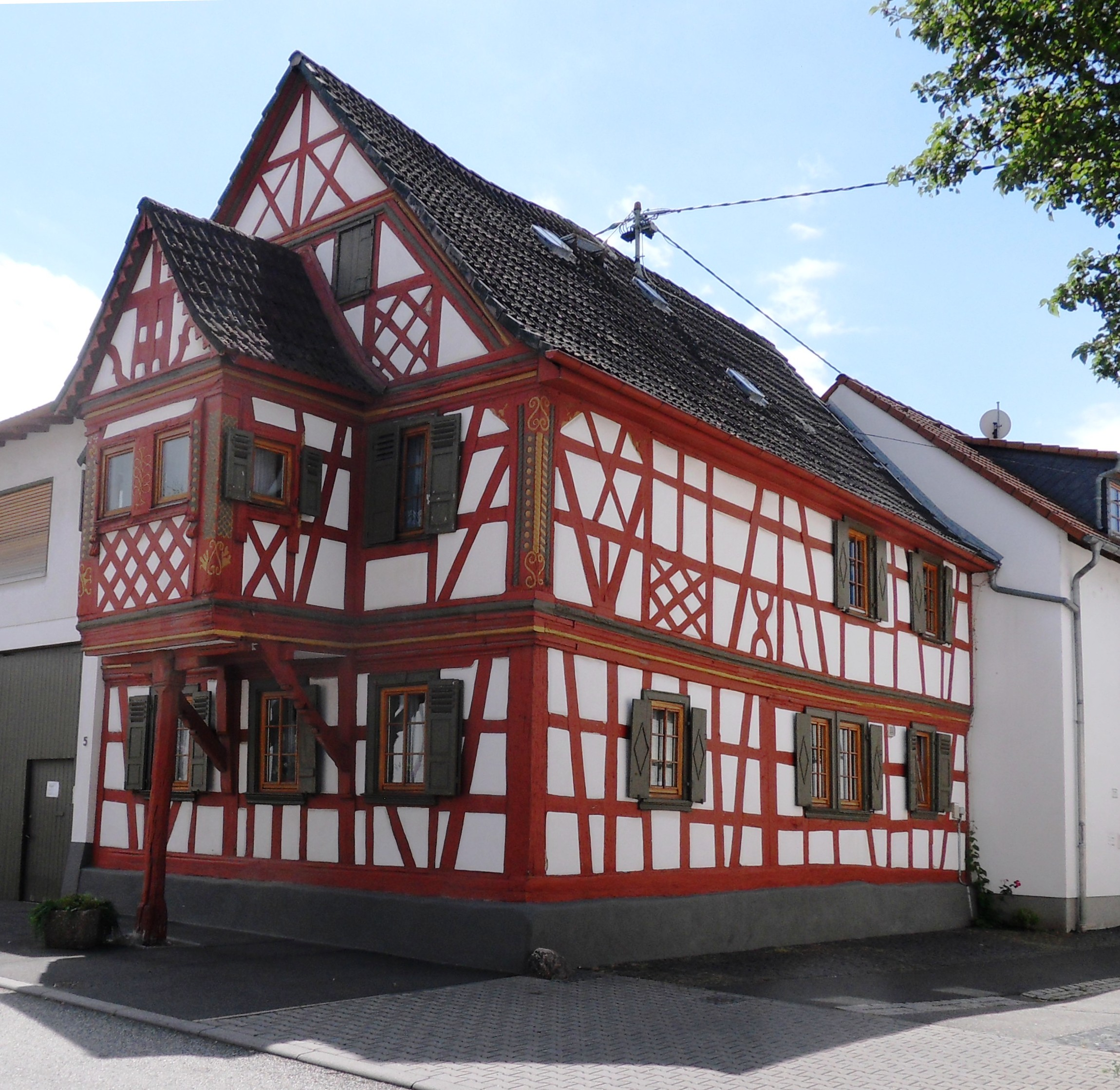
Markantes Fachwerkhaus in der Landwehrstraße

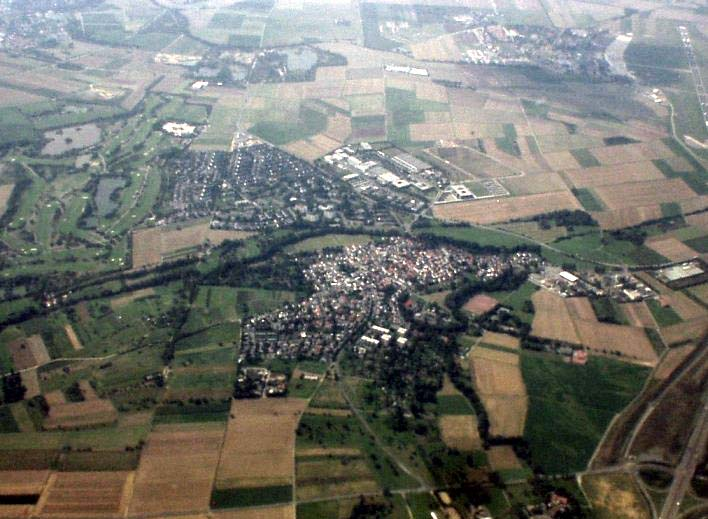
Delkenheim von Osten gesehen

Delkenheim ist ein Ortsbezirk der hessischen Landeshauptstadt Wiesbaden. Er liegt zwischen Wiesbaden-Nordenstadt, Hochheim-Massenheim und Hochheim am Main.
Das Delkenheimer Wappen (ein Kreuz, dessen oberer Balken V-förmig gespalten ist) wurde 1591 bekannt.
Es handelt sich um einen kleinen Ort mit rund 5000 Einwohnern, der auch einige Industriezweige beheimatet. Unter anderem hat die Firma Abbott hier eine große Niederlassung. Am 1. Januar 1977 wurde Delkenheim im Rahmen der Hessischen Gebietsreform nach Wiesbaden eingemeindet.
Der Wickerbach teilt Delkenheim in den alten Teil und die neuere „Siedlung“. Dieser Teil entstand in den 1970er Jahren.

## Geschichte
Delkenheim wurde erstmals im Jahr 1204 erwähnt (Urkunde des Ritters Godefridus de Delchilnheim). Man geht aber von einer Besiedlung schon zu Beginn des 6. Jahrhunderts aus. Die Stadtrechte erhielt Delkenheim am 4. Dezember 1320 von König Ludwig dem Baiern.
Delkenheims Mittelpunkt war ursprünglich eine Ritterburg, die aber 1372 von Rheingauer Söldnern, angeworben von den Städten Mainz und Frankfurt, niedergebrannt wurde. Es ist davon auszugehen, dass es sich dabei um eine Racheaktion der Nachbarn zu Lasten der allseits berüchtigten Delkenheimer Raubritter handelte. Aber auch später wurde Delkenheim immer wieder überfallen.
Die Lebensqualität der Bürger verbesserte sich zunehmend nach dem Ende der Raubritterzeit. 1655 wurde der erste Schulmeister (Kilian Mohr) eingestellt, was einen Unterricht der Kinder im Ort ermöglichte. Unter dem Landgrafen Ernst Ludwig von Eppstein wurden der Acker- und Weinbau und auch die Viehzucht weiter entwickelt. Am 15. März 1773 wurde der Grundstein für das neue Pfarrhaus gelegt. Erst 1959 erhielt Delkenheim Wasserleitungen.

### Delkenheim als Stadtteil
Im Zuge der Gebietsreform in Hessen verlor Delkenheim seine kommunale Eigenständigkeit. Der Ort wurde am 1. Januar 1977 aus dem Main-Taunus-Kreis ausgegliedert und als Stadtteil in die Landeshauptstadt Wiesbaden eingegliedert. Für Delkenheim wurde wie für alle früher selbständigen Gemeinden ein Ortsbezirk mit Ortsbeirat und Ortsvorsteher eingerichtet.
Im Jahre 1998 wurde bei einer Ausgrabung in der Landwehrstraße 25 das 1.300 Jahre alte Skelett „Delki“ entdeckt, das heute im Heimatmuseum zu besichtigen ist.

### Staats- und Verwaltungsgeschichte
Die folgende Liste zeigt im Überblick die Staaten und Verwaltungseinheiten, denen Delkenheim angehört(e):
- Ende 12. Jahrhundert: Heiliges Römisches Reich, Herrschaft Eppstein, Amt Eppstein
- ab 1492: Heiliges Römisches Reich, Landgrafschaft Hessen, Amt Eppstein
- ab 1567: Heiliges Römisches Reich, Landgrafschaft Hessen-Marburg, Amt Eppstein[4]
- 1604–1648: Heiliges Römisches Reich, strittig zwischen Landgrafschaft Hessen-Darmstadt und Landgrafschaft Hessen-Kassel (Hessenkrieg)
- ab 1604: Heiliges Römisches Reich, Landgrafschaft Hessen-Darmstadt, Oberfürstentum Hessen, Amt Eppstein
- ab 1643: Heiliges Römisches Reich, Landgrafschaft Hessen-Darmstadt, Oberfürstentum Hessen, Amt Wallau
- ab 1803: Heiliges Römisches Reich, Fürstentum Nassau-Usingen, Amt Wallau
- ab 1806: Herzogtum Nassau, Amt Wallau
- ab 1817: Herzogtum Nassau, Amt Hochheim
- ab 1849: Herzogtum Nassau, Kreisamt Höchst
- ab 1854: Herzogtum Nassau, Amt Hochheim
- ab 1867: Königreich Preußen, Provinz Hessen-Nassau, Regierungsbezirk Wiesbaden, Mainkreis
- ab 1871: Deutsches Reich, Königreich Preußen, Provinz Hessen-Nassau, Regierungsbezirk Wiesbaden, Mainkreis
- ab 1886: Deutsches Reich, Königreich Preußen, Provinz Hessen-Nassau, Regierungsbezirk Wiesbaden, Kreis Wiesbaden
- ab 1918: Deutsches Reich, Freistaat Preußen, Provinz Hessen-Nassau, Regierungsbezirk Wiesbaden, Kreis Wiesbaden
- ab 1928: Deutsches Reich, Freistaat Preußen, Provinz Hessen-Nassau, Regierungsbezirk Wiesbaden, Main-Taunus-Kreis
- ab 1944: Deutsches Reich, Freistaat Preußen, Provinz Nassau, Main-Taunus-Kreis
- ab 1945: Deutsches Reich, Amerikanische Besatzungszone, Groß-Hessen, Regierungsbezirk Wiesbaden, Main-Taunus-Kreis
- ab 1946: Deutsches Reich, Amerikanische Besatzungszone, Hessen, Regierungsbezirk Wiesbaden, Main-Taunus-Kreis
- ab 1949: Bundesrepublik Deutschland, Hessen, Regierungsbezirk Wiesbaden, Main-Taunus-Kreis
- ab 1968: Bundesrepublik Deutschland, Hessen, Regierungsbezirk Darmstadt, Main-Taunus-Kreis

## Politik

### Wahlergebnisse zum Ortsbeirat
Seit der Eingliederung nach Wiesbaden 1977 wird im Rahmen der Kommunalwahlen in Hessen auch der Ortsbeirat des Ortsbezirkes Delkenheim gewählt. Die einzelnen Wahlergebnisse sind nachfolgend zusammengestellt.
- SPD: 4
- Grüne: 1
- CDU: 3
- FDP: 1

|      | CDU  | SPD  | GRÜNE | FDP  | Wahlbeteiligung |
| 2021 | 31,5 | 41,8 | 11,5  | 9,9  | 43,4            |
| 2016 | 32,2 | 52,9 | –     | 14,9 | 47,5            |
| 2011 | 38,5 | 45,6 | 10,8  | 5,0  | 46,6            |
| 2006 | 40,9 | 43,4 | 7,0   | 8,7  | 42,4            |
| 2001 | 38,8 | 48,5 | 3,9   | 8,8  | 47,3            |
| 1997 | 40,8 | 59,2 | –     | –    | 62,1            |
| 1993 | 34,8 | 51,6 | –     | 13,6 | 65,8            |
| 1989 | 32,9 | 52,9 | 7,1   | 7,1  | 74,6            |
| 1985 | 41,8 | 51,7 | –     | 6,5  | 70,0            |
| 1981 | 47,6 | 40,7 | –     | 11,7 | 71,0            |
| 1977 | 51,2 | 43,1 | –     | 5,7  | 73,5            |

Daraus ergab sich jeweils folgende Sitzverteilung:
|      | CDU | SPD | GRÜNE | FDP | Gesamt |
| 2021 | 3   | 4   | 1     | 1   | 9      |
| 2016 | 2   | 4   | –     | 1   | 7      |
| 2011 | 4   | 4   | 1     | –   | 9      |
| 2006 | 4   | 4   | –     | 1   | 9      |
| 2001 | 4   | 4   | –     | 1   | 9      |
| 1997 | 4   | 5   | –     | –   | 9      |
| 1993 | 3   | 5   | –     | 1   | 9      |
| 1989 | 3   | 5   | 1     | –   | 9      |
| 1985 | 3   | 5   | –     | –   | 9      |
| 1981 | 4   | 4   | –     | 1   | 9      |
| 1977 | 4   | 3   | –     | –   | 7      |

### Wappen
Der Gemeinde Delkenheim im Main-Taunus-Kreis ist am 5. Oktober 1960 vom Hessischen Minister des Innern ein Wappen mit folgender Blasonierung genehmigt worden: 
In Silber eine schwarze Ortsmarke in Form eines Kreuzes, dessen oberer Balken V-förmig gespalten ist.

## Sehenswürdigkeiten
Im alten Ortskern gibt es einige schöne Fachwerkhäuser. Besonders zu erwähnen ist die Straußwirtschaft „Zur Mühle“. Das Anwesen ist sehr liebevoll renoviert und saniert worden. Sehenswert ist die Evangelische Kirche Delkenheim, der sogenannte Ländchesdom (Architekt Ludwig Hofmann, Grundsteinlegung 26. August 1893, Einweihung 12. September 1894, Renovierung 1952, neue Bronzeglocke 1955, Außenrenovierung 1968.), der die damals zu baufällige alte Kirche ersetzte.
Zu Delkenheim gehört auch die im 12. Jahrhundert erstmals urkundlich erwähnte Domäne Mechtildshausen. Sie gehört dem Land Hessen und beherbergt heute die Wiesbadener Jugendwerkstatt und ein Hofrestaurant.
Die Genisa Wiesbaden-Delkenheim wurde 2005 bei der Renovierung einer Hofreite entdeckt und geborgen. Sie stammt aus der ersten Hälfte des 19. Jahrhunderts, gehört zu den wenigen Funden einer privaten Genisa und ermöglicht einen Einblick in das Leben und den Handel einer landjüdischen Familie.

## Kultur
Weit über die Ortsgrenzen hinaus ist die „Theatergruppe Delkenheim“ bekannt. Sie führt jedes Jahr zwei Stücke auf, im Frühjahr ein Boulevardstück, in der Vorweihnachtszeit ein Weihnachtsmärchen. Das Publikum setzt sich aus allen Generationen zusammen. Die Aufführungen finden im Delkenheimer Bürgerhaus statt (Stand 2006).
Jedes Jahr findet an einem Wochenende Mitte September die Delkenheimer Kerb im Bürgerhaus und auf dem Festplatz unterhalb des Bürgerhauses statt. 
Zum Vereinsleben in Delkenheim gehören unter anderem: der Turnverein TV Delkenheim 1902 e. V., der Fußballverein FV 1949 Delkenheim, der Radsportverein RC 1925 Delkenheim e. V., der Tennisverein und der Golf-Club Main-Taunus. An Gesangsvereinen gibt es den Gesangverein Harmonie 1853 Delkenheim und den MGV 1889 Eintracht Delkenheim.

## Umwelt und Verkehr
Die Delkenheimer Bevölkerung leidet unter Auswirkungen des hohen Verkehrsaufkommens des Frankfurter Flughafens, sowie der ICE-Trasse, der Air-Base Wiesbaden sowie der Autobahnen A 66 und A 3. Besonders hoch ist die Lärmbelastung an der Landesstraße 3028 durch ein hohes LKW-Aufkommen. Hier wurde 2011 eine Lärmschutzwand errichtet, die allerdings wegen Geldmangels nur einen Teil des angrenzenden Wohngebietes schützt. Zur Fluglärmsituation in Delkenheim wird in unregelmäßigen Abständen nach Bedarf mit einer portablen Lärmmessstation der Lärm von überfliegenden Flugzeugen gemessen.

## Persönlichkeiten
- Georg Heinrich Koch (1770–1846), Schultheiß und Mitglied des Nassauischen Landtags